# Locos y peligrosos
Locos y peligrosos es una película venezolana del género comedia de William Colmenares protagonizada por William Colmenares y Alexandro Noguera.

## Sinopsis
Alexander Britto y Aquiles Castro son dos actores con una carrera llena de desilusiones ya que hasta ahora solo han conseguido ser extras. Se han preparado para audicionar para una gran película de corte policial. Entrenan, practican, y ensayan por semanas pero… nuevamente son rechazados teniendo que escuchar una vez más: “Ustedes son muy buenos, pero en verdad son un poco feos para el Protagónico”.
Desmotivados y enojados, deciden ahogar sus penas con unas cervezas en un local cercano, están convencidos de que fueron más creíbles como policías que todos los demás aspirantes al papel. Sin imaginarse, Alexander y Aquiles; están aproximándose a un robo que ocurre en un exclusivo Centro Comercial de la Ciudad, cometido por tres delincuentes que logran escapar de la policía.
En un giro inesperado mientras los amigos “practican”, sacan sus pistolas de utilería y repiten en voz alta sus líneas recientemente dichas. Para sorpresa de todos, incluyéndolos a ellos mismos; los ladrones se rinden y son fácilmente capturados por la policía. Los ahora “Héroes” son llevados a la estación de policía para prestar declaraciones. Allí los entrevista el Comandante Mario Conn, quien un tanto impresionado con el evento les propone formar parte del cuerpo policial como detectives. Aquiles duda, pero Alexander lo convence de aceptar la oferta, ahora serán dos policías reales y con un buen salario (Algo que no les pasa desde hace rato).

## Elenco
- William Colmenares
- Alexandro Noguera
- Alba Roversi
- Carlos Montilla
- Paulo Quevedo
- Gabriela Vergara
- Emilio Lovera
- Marisela Buitrago
- Benjamín Rausseo
- Alejandro Corona
- Rosario Prieto
- Nacho (cantante)
- Víctor Cámara
- Jeanette Flores
- Nelson Bustamante
- Eduardo Serrano
- Henry Soto
- Carlos Mata
- Amílcar Rivero
- Jesús Cervó
- Félix Acuña Acuña
- Manuel Salazar
- Luke Grande
- Joselyne Rodríguez
- María A. Tellis
- Ivann Djoubi
- Ali Djoubi
- Juan Espinoza
- Humberto Paredes
- Raymond Nahu